# Wahlkreis Friedrichshain-Kreuzberg 1
Der Wahlkreis Friedrichshain-Kreuzberg 1 ist ein Abgeordnetenhauswahlkreis in Berlin. Er gehört zum Wahlkreisverband Friedrichshain-Kreuzberg und umfasst seit der Abgeordnetenhauswahl 2006 vom Ortsteil Kreuzberg das Gebiet westlich der Linie Lindenstraße–Landwehrkanal–Grimmstraße–Urbanstraße–Fontanepromenade–Südstern.

## Abgeordnetenhauswahl 2023
Bei der Wahl zum Abgeordnetenhaus von Berlin 2023 traten folgende Kandidaten an:
| Name                              | Partei           | Anteil der Erststimmen | Anteil der Zweitstimmen |
| --------------------------------- | ---------------- | ---------------------- | ----------------------- |
| Katrin Schmidberger               | Grüne            | 40,3 %                 | 37,0 %                  |
| Hannah Lupper                     | SPD              | 17,2 %                 | 16,1 %                  |
| Gabriele Gottwald                 | Die Linke        | 15,5 %                 | 17,4 %                  |
| Timur Husein                      | CDU              | 15,3 %                 | 14,3 %                  |
| Henrietta Dörries                 | FDP              | 03,4 %                 | 03,8 %                  |
| Jan-Hendrik Birkner               | Die PARTEI       | 02,8 %                 | 01,9 %                  |
| Frank Scheermesser                | AfD              | 02,5 %                 | 02,6 %                  |
| Benjamin Gold                     | Tierschutzpartei | 02,0 %                 | 01,5 %                  |
| Marina Krug                       | dieBasis         | 01,0 %                 | 00,7 %                  |
| –                                 | Volt             | –                      | 01,3 %                  |
| –                                 | Sonstige         | –                      | 03,4 %                  |
| Wahlberechtigte: 28.837 Einwohner |                  |                        |                         |
| Wahlbeteiligung: 64,3 %           |                  |                        |                         |

## Abgeordnetenhauswahl 2021
Bei der im Nachhinein für ungültig erklärten Wahl zum Abgeordnetenhaus von Berlin 2021 traten folgende Kandidaten an:
| Name                              | Partei            | Anteil der Erststimmen | Anteil der Zweitstimmen |
| --------------------------------- | ----------------- | ---------------------- | ----------------------- |
| Katrin Schmidberger               | Grüne             | 41,2 %                 | 36,3 %                  |
| Hannah Lupper                     | SPD               | 18,6 %                 | 16,9 %                  |
| Gabriele Gottwald                 | Die Linke         | 16,5 %                 | 19,2 %                  |
| Timur Husein                      | CDU               | 09,5 %                 | 08,3 %                  |
| Bernd Schlömer                    | FDP               | 04,9 %                 | 05,0 %                  |
| Jan-Hendrik Birkner               | Die PARTEI        | 03,2 %                 | 02,2 %                  |
| Frank Scheermesser                | AfD               | 02,2 %                 | 02,2 %                  |
| Benjamin Gold                     | Tierschutzpartei  | 02,1 %                 | 01,1 %                  |
| Marina Krug                       | dieBasis          | 02,0 %                 | 01,5 %                  |
| –                                 | Team Todenhöfer   | –                      | 02,0 %                  |
| –                                 | Volt              | –                      | 01,6 %                  |
| –                                 | Klimaliste Berlin | –                      | 01,0 %                  |
| –                                 | Sonstige          | –                      | 02,7 %                  |
| Wahlberechtigte: 28.949 Einwohner |                   |                        |                         |
| Wahlbeteiligung: 78,0 %           |                   |                        |                         |

## Abgeordnetenhauswahl 2016
Bei der Wahl zum Abgeordnetenhaus von Berlin 2016 traten folgende Kandidaten an:
| Name                              | Partei           | Anteil der Erststimmen | Anteil der Zweitstimmen |
| --------------------------------- | ---------------- | ---------------------- | ----------------------- |
| Katrin Schmidberger               | Grüne            | 44,0 %                 | 37,1 %                  |
| Björn Eggert                      | SPD              | 19,7 %                 | 18,8 %                  |
| Gabriele Gottwald                 | Die Linke        | 16,4 %                 | 19,5 %                  |
| Timur Husein                      | CDU              | 07,8 %                 | 07,0 %                  |
| Norbert Hähnel                    | Die PARTEI       | 04,4 %                 | 03,4 %                  |
| Philipp Burkert                   | FDP              | 04,0 %                 | 04,2 %                  |
| Ulrich Zedler                     | Piraten          | 02,9 %                 | 02,4 %                  |
| Christian Blanck                  | Die Violetten    | 00,8 %                 | 00,3 %                  |
| –                                 | AfD              | 0–                     | 04,3 %                  |
| –                                 | Tierschutzpartei | 0–                     | 01,3 %                  |
| –                                 | Sonstige         | 0–                     | 01,7 %                  |
| Wahlberechtigte: 34.398 Einwohner |                  |                        |                         |
| Wahlbeteiligung: 71,8 %           |                  |                        |                         |

## Abgeordnetenhauswahl 2011
Bei der Wahl zum Abgeordnetenhaus von Berlin 2011 traten folgende Kandidaten an:
| Name                              | Partei     | Anteil der Erststimmen | Anteil der Zweitstimmen |
| --------------------------------- | ---------- | ---------------------- | ----------------------- |
| Heidi Kosche                      | Grüne      | 43,8 %                 | 40,3 %                  |
| Miriam Noa                        | SPD        | 23,4 %                 | 23,6 %                  |
| Alexandra Arlt                    | Piraten    | 10,6 %                 | 12,1 %                  |
| Kurt Wansner                      | CDU        | 09,9 %                 | 09,4 %                  |
| Lothar Jösting-Schüßler           | Die Linke  | 06,3 %                 | 06,8 %                  |
| Maxim Drüner                      | Die PARTEI | 02,1 %                 | 01,6 %                  |
| Ismail Özkanlı                    | BIG        | 01,6 %                 | 01,3 %                  |
| Heinrich Hohl                     | FDP        | 00,9 %                 | 01,2 %                  |
| Wolfgang Slobidnyk                | ProD       | 00,8 %                 | 00,4 %                  |
| Richard Haus                      | B          | 00,7 %                 | 00,3 %                  |
| –                                 | Sonstige   | –                      | 03,0 %                  |
| Wahlberechtigte: 27.883 Einwohner |            |                        |                         |
| Wahlbeteiligung: 65,3 %           |            |                        |                         |

## Abgeordnetenhauswahl 2006
Bei der Wahl zum Abgeordnetenhaus von Berlin 2006 traten folgende Kandidaten an:
| Name                              | Partei         | Anteil der Erststimmen |
| --------------------------------- | -------------- | ---------------------- |
| Heidi Kosche                      | Grüne          | 40,2 %                 |
| Hediye Erdem                      | SPD            | 29,3 %                 |
| Rainer Bleiler                    | CDU            | 11,6 %                 |
| Cornelia Reinauer                 | Die Linke      | 07,6 %                 |
| Franz-Josef Männer                | WASG           | 05,4 %                 |
| Heinrich Hohl                     | FDP            | 04,2 %                 |
| Christine Weineck                 | Bildungspartei | 01,7 %                 |
| Wahlberechtigte: 27.174 Einwohner |                |                        |
| Wahlbeteiligung: 59,6 %           |                |                        |

## Abgeordnetenhauswahl 2001
Der Wahlkreis Friedrichshain-Kreuzberg 1 umfasste zur Wahl zum Abgeordnetenhaus am 21. Oktober 2001 die Bereiche Alexandrinenstraße, Zossener Straße, Hallesches Tor und Ritterstraße. Es traten folgende Kandidaten an:
| Name                              | Partei       | Anteil der Erststimmen |
| --------------------------------- | ------------ | ---------------------- |
| Peter Strieder                    | SPD          | 37,9 %                 |
| Mechthild Brockschnieder          | Grüne        | 24,6 %                 |
| Kurt Wansner                      | CDU          | 18,4 %                 |
| Halina Wawzyniak                  | PDS          | 10,7 %                 |
| Bernhard Bischoff                 | FDP          | 05,7 %                 |
| Annette Ahme-Maier                | STATT Partei | 01,6 %                 |
| Christo Großmann                  | APPD         | 01,1 %                 |
| Reiner Vollradt                   | DKP          | 00,3 %                 |
| Wahlberechtigte: 26.127 Einwohner |              |                        |
| Wahlbeteiligung: 64,2 %           |              |                        |

## Abgeordnetenhauswahl 1999
Der Wahlkreis Kreuzberg 1 umfasste zur Wahl zum Abgeordnetenhaus am 10. Oktober 1999 die Bereiche Alexandrinenstraße, Zossener Straße, Hallesches Tor und Ritterstraße. Es traten folgende Kandidaten an:
| Name                              | Partei      | Anteil der Erststimmen |
| --------------------------------- | ----------- | ---------------------- |
| Kurt Wansner                      | CDU         | 31,7 %                 |
| Mechthild Brockschnieder          | Grüne       | 28,4 %                 |
| Elga Kampfhenkel                  | SPD         | 27,1 %                 |
| Michael Prütz                     | PDS         | 07,6 %                 |
| Bettina Osarek                    | Graue       | 01,7 %                 |
| Tobias Oswald                     | FDP         | 01,5 %                 |
| Detlev Wulf                       | Naturgesetz | 00,8 %                 |
| Seyran Ates                       | DL          | 00,7 %                 |
| Klaus Hesselmann                  | BID         | 00,4 %                 |
| Wahlberechtigte: 26.390 Einwohner |             |                        |
| Wahlbeteiligung: 59,1 %           |             |                        |

## Abgeordnetenhauswahl 1995
Der Wahlkreis Kreuzberg 1 umfasste zur Wahl zum Abgeordnetenhaus am 22. Oktober 1995 die Bereiche Alexandrinenstraße, Zossener Straße, Hallesches Tor und Ritterstraße. Kurt Wansner (CDU) erhielt mit 30,2 % die meisten Erststimmen.

## Bisherige Abgeordnete
| Jahr | Name                | Partei | Anteil der Erststimmen |
| ---- | ------------------- | ------ | ---------------------- |
| 2023 | Katrin Schmidberger | Grüne  | 40,3 %                 |
| 2021 | Katrin Schmidberger | Grüne  | 41,3 %                 |
| 2016 | Katrin Schmidberger | Grüne  | 44,1 %                 |
| 2011 | Heidi Kosche        | Grüne  | 43,8 %                 |
| 2006 | Heidi Kosche        | Grüne  | 40,2 %                 |
| 2001 | Peter Strieder      | SPD    | 37,9 %                 |
| 1999 | Kurt Wansner        | CDU    | 31,7 %                 |
| 1995 | Kurt Wansner        | CDU    | 30,2 %                 |